# 李志清 (香港)
李志清（Lee Chi Ching，1963年10月20日—），香港漫畫家，筆名清兒。李志清的作品包括不同繪畫媒介，如漫畫、插畫、水墨畫、西洋畫、速寫等。家中有五兄弟姐妹，排行第三，在二哥鼓勵下應徵漫畫助理，於1981年5月加入《青報》，後轉投玉郎機構（現為文化傳信）。早期參與《漫畫皇》、《怪異集》、《猛鬼冤魂》、《玉郎漫畫》等製作。

## 個人作品

### 早期作品有
- 《無名英雄》
- 《妖神傳說》
- 《烈神》
- 《包青天》
- 《三国志》
- 《孫子攻略》（又名《孫子兵法》）
- 《項羽劉邦》
- 《水滸傳》
- 《孔子論語》，成為第一套打入日本市場香港漫畫作品
- 《孫子兵法》（即《孫子攻略》），獲得行政院新聞局小太陽獎
- 1997年與查良鏞（即金庸）創立明河(創文)出版有限公司，替金庸小說畫漫畫，作品包括《射鵰英雄傳》、《笑傲江湖》
- 2022年推出《天龍八部》雕像作品

### 近年出版
- 速寫畫散文集《深刻的注目》
- 插圖本散文集《畸形的地球先生》
- 繪圖本《墨說莊子》與《墨說孫子》
- 香港運輸處《安仔全叔漫畫》
- 香港市區重建局「漫」遊中環
- 華人廟宇委員會《超凡入聖關雲長》
- 香港財政司辦公室財政預算案漫畫
- 香港半島酒店八十五週年紀念外牆動畫投射
- 畫集《中國豪俠傳》
- 畫集《人散後一鉤新月天如水》
- 畫集《水墨金庸》
- 香港郵政「金庸小說人物」特別郵票[2]

## 曾獲獎項
- 1992年水彩作品入選香港當代藝術雙年展，為香港藝術館收藏。
- 2007年憑《孫子兵法》榮獲被誉为国际漫画界「诺贝尔」的第一屆日本國際漫畫赏「最優秀賞 Gold Award」（从146件参赛作品中，选出1个最優秀賞）。[3]歷屆在日本國際漫畫赏獲獎的香港漫畫家包括有 Gold Award：李志清、劉雲傑； Silver Award：欧启斯（KAI）、黎達達榮；Bronze Award：Joey Hanma、司徒劍僑、戴慶賢、鄭健和、馮志明、麥天傑。[4]
- 2008年獲香港星島集團「傑出領袖獎」。
- 2008年獲香港特別行政區政府「行政長官社區服務獎」。
- 2009年為香港數碼娛樂協會「第二屆香港數碼娛樂業風雲人物選舉」數碼薈跨組得獎者。
- 2010獲香港男性時尚雜誌《JMEN》選為年度男士。

2013连获香港半岛酒店85周年获邀请绘画半岛酒店100周年主题。
2014香港赛马会获邀请创作五马图为该年度贺年主题。
2017获邀请成为金庸馆美术馆策展人及顾问。。
2017香港回归20周年李志清香港情画展在香港举行。
2018香港邮政局发行由李志清插画金庸武侠邮票。
2022作品入选佳德士近代水墨作品系列拍卖成功。

## 曾拍攝節目
電視廣告／宣傳片
- TVB「香港力量」宣傳片（2009年）

訪談
- 《亞洲政策組－香港有問題？》：第44集「李志清創作之路」
- 《今日VIP》：2014年7月31日

## 外部連結
- 漫畫金庸 （页面存档备份，存于）
- 香港漫畫圖鑑，黃少儀、楊維邦编著。樂文書店，1999年出版。
- 星島日報：李志清奪漫畫界諾獎 （页面存档备份，存于），2007年6月30日
- 《孔子·論語》學術分享會暨李志清作品展及新書發佈會 後記，2008年5月9日
- 香港經濟日報：港漫雙傑 闖進國際殿堂，2008年10月2日
- 香港郵政發行「金庸小說人物」特別郵票 （页面存档备份，存于）